# 2e division de cavalerie (Reichswehr)
Pour les articles homonymes, voir 2e division.
La 2e division de Cavalerie (en allemand : 2. Kavalleriedivision) est une des divisions de Cavalerie  de la Reichswehr de la République de Weimar dans la période entre-deux-guerres, disparue en octobre 1934.

## Création
Dans l'ordonnance du 31 juillet 1920 pour la réduction de l'armée (pour se conformer à la limite supérieure de la taille de l'armée contenues dans le traité de Versailles), il a été déterminé que, dans tous les Wehrkreis (district militaire), une division serait établi le 1er octobre 1920.
 
La 2e division de Cavalerie a été créée en janvier 1920.
La Division de Cavalerie se compose de:
- 6 régiments de cavalerie

L'unité a cessé d'exister en tant que tels, fin octobre 1934, et ses unités subordonnées ont été transférés à l'une des 21 divisions nouvellement créé cette année-là.

## Commandants
| Grade                  | Nom                          | Début            | Fin              |
| ---------------------- | ---------------------------- | ---------------- | ---------------- |
| Generalleutnant        | Otto von Preinitzer (de)     | 1er juin 1920    | 1er avril 1922   |
| General der Infanterie | Ernst Hasse (de)             | 1er avril 1922   | 1er janvier 1925 |
| General der Kavallerie | Hugo von Kayser (de)         | 1er janvier 1925 | 1er octobre 1926 |
| Generalleutnant        | Richard von Graberg          | 1er octobre 1926 | 1er octobre 1928 |
| General der Infanterie | Gerd von Rundstedt           | 1er octobre 1928 | 1er février 1932 |
| Generalmajor           | Paul Ludwig Ewald von Kleist | 1er février 1932 | 21 mai 1935      |

## Organisation

### Subordination
La 2e division de Cavalerie est rattachée au Gruppenkommando 1 / Wehrkreiskommando III

### Ordre de bataille
- 7.(Preußisches) Reiter-Regiment
- 8.(Preußisches) Reiter-Regiment
- 9.(Preußisches) Reiter-Regiment
- 10.(Preußisches) Reiter-Regiment
- 11.(Preußisches) Reiter-Regiment
- 12.(Sächisches) Reiter-Regiment

## Annexe